# Hawker Henley
Hawker Henley, byl britský jednomotorový dolnoplošník původně konstruovaný firmou Hawker Aircraft Ltd., jako lehký a střemhlavý bombardovací letoun na základě specifikací P.4/34. Ve skutečnosti byl za druhé světové války používán jen v neozbrojené verzi Henley TT Mk.III, určené k vleku rukávových terčů.

## Vznik a vývoj

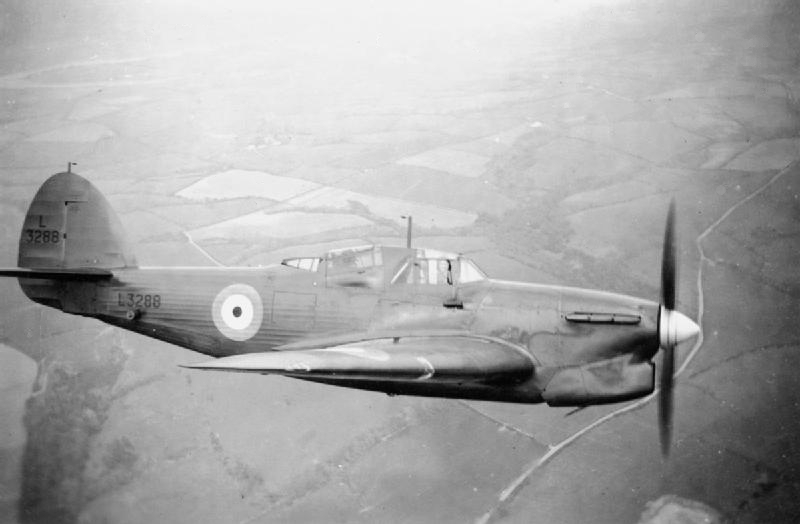
Hawker Henley TT M.III (L3288) jednotky No.1 AACU RAF

Specifikace ministerstva letectví P.4/34 požadovaly konstrukci budoucí náhrady za lehký bombardér, který vznikal na základě specifikací P.27/32 (soutěž vyhrála firma Fairey s budoucím typem Battle, ten se v té době ale teprve rodil — první prototyp vzlétl teprve 10. března 1936).
První prototyp Henley (K5115) vzlétl 10. března 1937, druhý (K7554) následoval 26. května 1938 jako vzor vlečných Henleyů. Oba zalétal zkušební pilot Philip Gaddesden Lucas. Motor byl vidlicový dvanáctiválec Rolls-Royce Merlin II o výkonu 757 kW. Protože ve spodní části trupu na úrovni křídla byla pumovnice pro 340 kg pum, byl chladič kapaliny přemístěn pod motor. V kabině byla dvoučlenná osádka, z níž pilot ovládal synchronizovaný kulomet Browning ráže 7,7 mm a letecký pozorovatel jeden pohyblivý kulomet Vickers K identické ráže. Prototyp byl vystaven v úseku prototypů na výstavě letadel RAF v Hendonu v roce 1937.
Mezitím se ovšem razantně změnily požadavky Air Ministry na budoucí výzbroj RAF, v které pro Henley najednou již nebylo využití. Nový typ proto byl podle specifikací 42/36 upraven pro vlek rukávových terčů, pro nácvik střelby na vzdušné cíle. Bylo objednáno 350 strojů, ovšem nakonec byla zakázka seškrtána na 200 letounů, které se vyráběly jako Hawker Henley TT Mk.III. V pumovnici bylo pouzdro s terčovými rukávy, které se vypouštěly na laně za letoun. Ke zpětnému navíjení sloužil naviják poháněný vrtulkou na rameni, neseném na levém boku trupu na úrovni zadního kabinového prostoru.
Celkem bylo postaveno 200 sériových letounů u firmy Gloster Aircraft Co. Ltd. v Hucclecote (dostaly sériová čísla L3243 až L3442), tyto byly používány mezi lety 1939 až 1942.

## Specifikace (TT Mk.III)

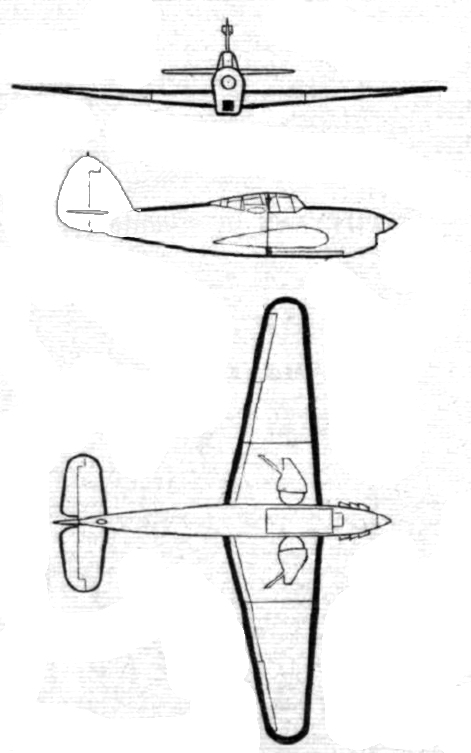
Třípohledový nákres.

Údaje dle

### Technické údaje
- Osádka: 2
- Rozpětí: 14,60 m
- Délka: 11,11 m
- Výška: 4,46 m
- Nosná plocha: 31,80 m²
- Hmotnost prázdného letounu: 2728 kg
- Vzletová hmotnost: 3850 kg
- Pohonná jednotka: 1 × vidlicový dvanáctiválec Merlin II

### Výkony
- Maximální rychlost: 437 km/h ve výšce 4575 m
- Cestovní rychlost ve výšce 4575 m: 378 km/h
- Cestovní rychlost: 320 km/h (s velkým terčem pro protivzdušnou střelbu)
- Počáteční stoupavost: 5,8 m/s
- Dostup: 8235 m
- Dolet: 1528 km